# Marco Trebacio Prisco
Marco Trebacio Prisco (en latín: Marcus Trebatius Priscus) fue un senador romano que vivió a finales del siglo I y comienzos del siglo II, desarrollando su carrera política, bajo los imperios de Domiciano, Nerva y Trajano.

## Carrera
Su único cargo conocido fue el de consul suffectus entre mayo y agosto del año 108, bajo Trajano, compartiendo el honor de esta magistratura con el sobrino del emperador, Publio Elio Adriano, futuro emperador.